# Maubèche des champs
Bartramia longicauda
Pour les articles homonymes, voir Bartramia.
Genre
Espèce
Statut de conservation UICN

 LC  : Préoccupation mineure
La Maubèche des champs (Bartramia longicauda), également appelée Bartramie des champs, est une espèce d'oiseaux de la famille des Scolopacidae.

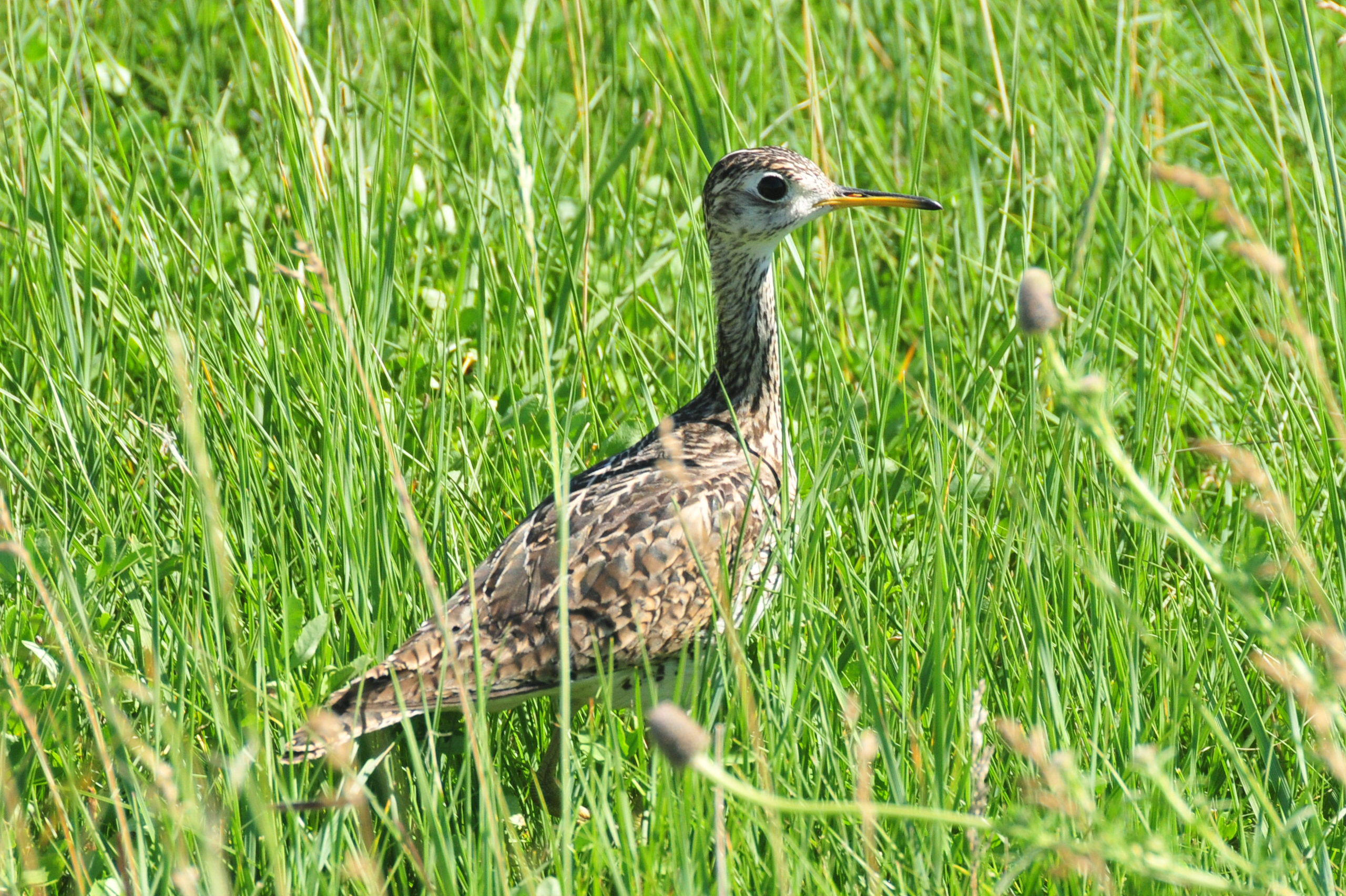

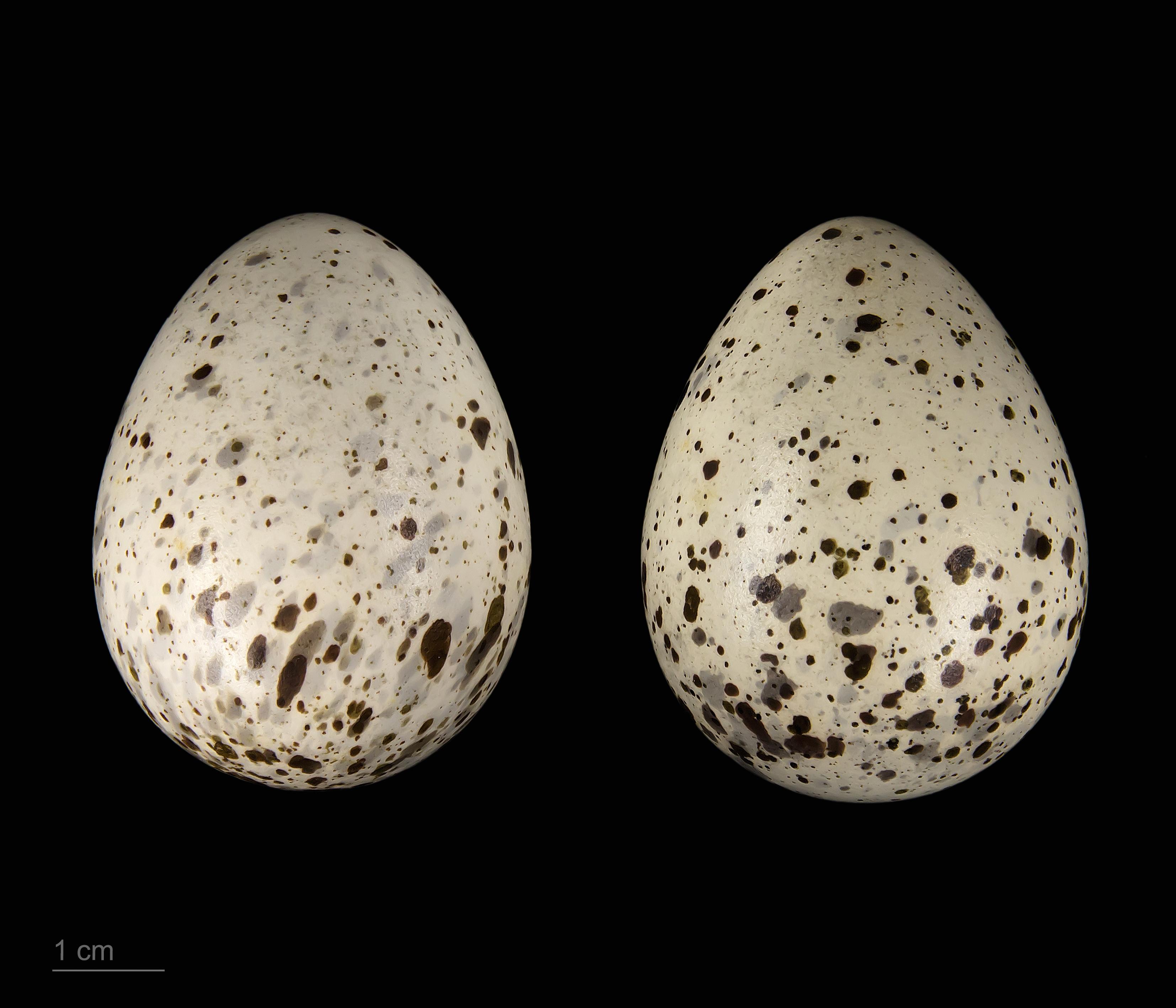
Œufs de Bartramia longicauda - Muséum de Toulouse

zone de nidification
voie migratoire
aire d'hivernage

## Mensurations
Elle mesure 26 – 32 cm pour 98 – 226 g et une envergure de 64 – 68 cm.

## Alimentation
Elle se nourrit d'insectes (e.g. Curculionoidea), de scarabées, de lépidoptères etc.

## Répartition
Elle vit dans les prairies de l'Alaska au Québec.
Elle est occasionnellement présente dans l'ouest de l'Europe et aux Açores.